# Croton zambalensis
Croton zambalensis är en törelväxtart som beskrevs av Elmer Drew Merrill. Croton zambalensis ingår i släktet Croton och familjen törelväxter. Inga underarter finns listade i Catalogue of Life.